# Ndèye Coumba Diop
Pour les articles homonymes, voir Diop.
Ndèye Coumba Diop, née le 25 juillet 1994, est une taekwondoïste sénégalaise.

## Carrière
Ndèye Coumba Diop prend part aux Jeux olympiques de la jeunesse d'été de 2010 ; elle est éliminée en quarts de finale de la catégorie des moins de 55 kg par la Suédoise Jennifer Ågren.
Elle est médaillée d'argent dans la catégorie des moins de 62 kg aux Championnats d'Afrique 2012 à Antananarivo.